# Paulina Hławiczka-Trotman
Paulina Ewa Hławiczka-Trotman (ur. 10 sierpnia 1983) – brytyjska duchowna luterańska, biskup Luterańskiego Kościoła w Wielkiej Brytanii (LCiGB)

## Życiorys
Pochodzi ze Śląska Cieszyńskiego (Skoczów/Ustroń). Ukończyła studia na Wydziale Teologicznym Chrześcijańskiej Akademii Teologicznej w Warszawie. Praca magisterska dotyczyła nadziei na powszechne zbawienie w literaturze Wacława Hryniewicza i napisana została pod kierunkiem Marka Jerzego Uglorza. Równocześnie ukończyła śpiew operowy w klasie prof. Eweliny Chrobak-Hańskiej. Po studiach podjęła kilkuletnią pracę w Ewangelickim Duszpasterstwie Wojskowym w strukturach Ministerstwa Obrony Narodowej jako asystent biskupa wojskowego, a następnie w Polskiej Radzie Ekumenicznej w projekcie rządowym Prezydencja Polski w Unii Europejskiej. 
W 2014 roku została ordynowana w Londynie do służby w Kościele Luterańskim Wielkiej Brytanii (Lutheran Church in Great Britain) przez ówczesnego zwierzchnika tego Kościoła, pochodzącego ze Szwecji biskupa Martina Linda. Ks. Paulina Hławiczka-Trotman jako proboszcz objęła parafie w Nottingham (w 2014 r.), w Corby (w 2015 r.) oraz w Londynie (w 2021 r.), w parafiach tych  służy do dziś.
Jest Radczynią konsystorza Kościoła Luterańskiego w Wielkiej Brytanii i liderką grupy treningowej do spraw Rasizmu i Wykluczenia Społecznego, a także kapelanką uniwersytecką na Uniwersytecie w Nottingham. Na mocy Wspólnoty z Porvoo posiada licencję kapłańską w Diecezji Southwell i Nottingham Kościoła Anglii, na terenie której odprawia również nabożeństwa anglikańskie. Należy również do Towarzystwa Anglikańsko-Luterańskiego. pełni również funkcję kapelana luterańskiego i ekumenicznego University of Nottingham.
Ponieważ duchowni w Kościele Luterańskim Wielkiej Brytanii muszą być dwuzawodowi, aby się utrzymać, bp Paulina Hławiczka-Trotman cały czas łączy pasje i nadal czynnie śpiewa. Jest mężatką – Jej mężem jest ks. Arlington Trotman, duchowny i wykładowca Kościoła Metodystycznego Brytanii. Bp Paulina Hławiczka-Trotman hoduje papirusy, kocha teatr, operę, długie spacery i pływanie.
W kwietniu 2023 roku była jednym z trzech kandydatów na biskupa LCiGB. Podczas Synodu Luterańskiego Kościoła w Wielkiej Brytanii z 22 kwietnia 2022 roku na biskupa LCiGB wybrano wówczas ks. dr Jaakko Rusamę, który jednak z powodu komplikacji natury prawnej i osobistej w porozumieniu z Radą LCiGB postanowił zrezygnować z przyjętego wcześniej wyboru. Podczas sesji nadzwyczajnej Synodu Luterańskiego Kościoła w Wielkiej Brytanii z 23 września 2023 została wybrana na biskupa LCiGB.
Konsekracja biskupia ks. Pauliny Hławiczki-Trotman odbyła się 20 stycznia 2024 roku w anglikańskim kościele Marii Panny w Nottingham. Aktu konsekracji  dokonała bp Jāna Jēruma-Grīnberga, była biskup Lutheran Church in Great Britain, bp Tor Berger Jørgensen, ustępujący biskup LCiGB oraz bp Paul Ferguson, biskup Whitby z archidiecezji Yorku (anglikańskiego) Kościoła Anglii. Kościół Ewangelicko-Augsburski w Rzeczypospolitej Polskiej w trakcie uroczystości reprezentowali jego zwierzchnik bp Jerzy Samiec oraz biskup diecezji cieszyńskiej Adrian Korczago. W momencie konsekracji ks. Paulina Hławiczka-Trotman została pierwszą Polką na świecie, która objęła posługę biskupią w Kościele luterańskim.